# Gnathochorisis lepidus
Gnathochorisis lepidus là một loài tò vò trong họ Ichneumonidae.